# Siljansleden
Der Siljansleden ist ein etwa 340 Kilometer langer Wanderweg, der rund um die Seen Siljan und Orsasjön führt. 
Die Siljan-Region liegt in der Provinz Dalarna in Mittelschweden und entstand durch einen Meteoriteneinschlag vor rund 360 Millionen Jahren.
Der Weg führt meist entlang alter Sennhüttenpfade durch leicht hügeliges Gelände über Leksand, Rättvik, Boda, Furudal, Hornberga, Fryksås, Orsa, Mora und Gesunda. Dabei wechseln sich ausgedehnte Wälder und Sumpfgebiete ab. Man kommt an vielen kleinen Seen und kulturellen, historischen und natürlichen Sehenswürdigkeiten vorbei. Als Wegzeichen dienen orangefarbene Markierungen an den Bäumen. Zur Übernachtung gibt es kleine Rasthütten (Raststuga), die in der Regel mit Feuerstelle und Plumpsklo ausgestattet sind. In einigen Orten gibt es auch Campingplätze.
Der Siljansleden ist ein Teil des europäischen Fernwanderwegenetzes Europaled 1. Der schwedische Tourismusverband hat einen 61 km langen Streckenabschnitt 2019 als Signature Trail ausgezeichnet.